# Blair Niles
Blair Niles, pseudonimo di Mary Blair Rice (Staunton, 1880 – 1959), è stata una romanziera e scrittrice di viaggi statunitense.
È stata membro fondatore della Society of Woman Geographers.

## Biografia

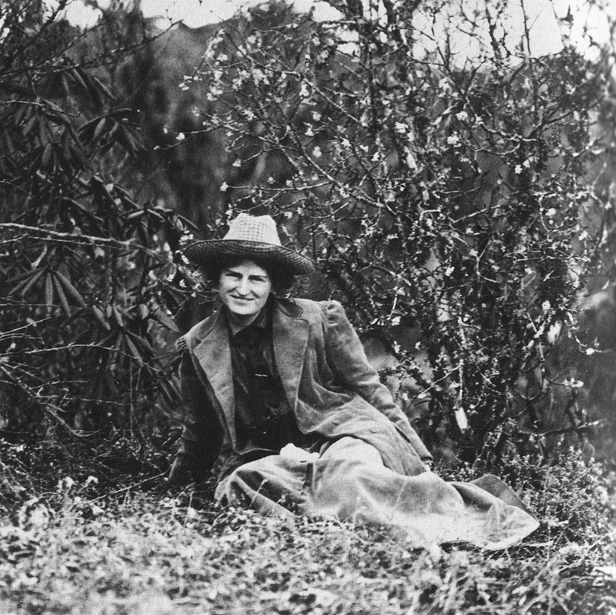
Blair Niles in Messico, 1904.

Nata come Mary Blair Rice, Blair è nata a The Oaks, la piantagione dei suoi genitori a Staunton, in Virginia. Fu istruita in casa da sua madre, Marie Gordon "Gordy" Rice, che insegnava in una scuola serale ai suoi quattro figli e ai figli dei mezzadri. All'età di 14 anni, Blair frequentò il Northfield Seminary for Young Ladies nel Massachusetts e poi il Pratt Institute di Brooklyn, dove studiò scienze domestiche.
Nel 1902 sposò William Beebe, curatore del Birds at the New York Zoological Park, ora Zoo del Bronx. Durante il primo anno di matrimonio, partirono per tre viaggi di nozze: in Nuova Scozia, a Oak Lodge, una pensione per naturalisti sull'Indian River in Florida, e a Cobb Island, in Virginia. Nel 1904 si recarono in Messico e nel 1908 e 1909 si recarono in Venezuela e nella Guyana britannica per trovare un luogo per una stazione di ricerca tropicale sponsorizzata dallo zoo del Bronx. Quando pubblicarono Our Search for Wilderness sui loro viaggi in Sud America, Blair ricevette il riconoscimento che desiderava da tempo: fu accreditata come coautrice, con il suo nome elencato per primo.
I loro piani per stabilire una stazione di ricerca tropicale in Sud America furono interrotti quando ricevettero da Anthony Kuser un'offerta di partecipare a una spedizione di diciotto mesi in Asia per studiare e raccogliere fagiani. Nel dicembre 1910 salirono a bordo della RMS Lusitania per iniziare la "spedizione dei fagiani". Viaggiarono a Ceylon (ora Sri Lanka), Birmania (Myanmar), India, Cina, Borneo, Indonesia, Malay, Giappone e Singapore.
Nel 1913, Blair si recò a Reno per divorziare da William Beebe per "motivi di crudeltà". Pochi giorni dopo il divorzio, sposò l'architetto Robert "Robin" Niles. Per alcuni anni lavorò nel movimento per il suffragio e fu una delegata di New York presso il Congressional Union for Woman Suffrage.

### Carriera letteraria
All'inizio degli anni '20 Blair iniziò a scrivere libri di viaggio. Nel 1923 pubblicò Casual Wanderings in Ecuador, nel 1924 Colombia: Land of Miracles e nel 1937 Peruvian Pageant. Sviluppò un nuovo approccio alla scrittura di libri di viaggio, che chiamò "il libro di viaggio umano" in cui collegava la cultura contemporanea con il passato esplorando la storia, le tradizioni e le leggende. Il suo libro più incisivo fu Black Haiti: A Biography of Africa's Eldest Daughter (1926), che raccontava la storia della più grande rivolta di schiavi della storia guidata da Toussaint Louverture. Questo libro fu seguito da Condemned to Devil's Island (1928), il racconto romanzato (bestseller) delle fughe di René Belbenoît, prigioniero nella colonia penale di Devil's Island nella Guyana francese. Il libro fu adattato in un film di Hollywood, L'isola del diavolo. Blair fu la prima donna a visitare Devil's Island. Al suo libro è attribuito il merito di aver attirato l'attenzione dell'opinione pubblica sulla prigione, con la sua conseguente chiusura. Quando arrivò la Grande depressione, Blair cercò posti più vicini a casa per lavorare. Nel 1931 pubblicò Strange Brother, il primo libro a ritrarre con empatia gli uomini gay ad Harlem. Blair si dedicò poi alla scrittura di libri sull'America Latina, concentrandosi sulle antiche civiltà azteca, inca e quiché.
In occasione del centenario della sentenza della Corte Suprema Stati Uniti vs. l'Amistad, Blair scrisse un romanzo che ha presentato a una nuova generazione la decisione della Corte, secondo la quale gli africani rapiti non erano di proprietà dei loro "padroni". Il libro, intitolato East by Day, fu selezionato come uno dei venti libri dai lettori del New York Herald per i lettori della Gran Bretagna. Servì come espiazione per il ruolo di suo nonno nella Guerra civile. Sapeva che suo nonno, Roger Atkinson Pryor, parlò a Charleston, nella Carolina del Sud, esortando i Confederati ad aprire il fuoco su Fort Sumter per costringere la Virginia alla secessione. Secondo il New York Times, questo discorso fu il "fiammifero che fece esplodere la polveriera e portò alla guerra". Come uno degli aiutanti di campo del generale confederato Beauregard, Roger rifiutò l'offerta di sparare con il primo cannone della guerra civile. Ciò motivò Blair a scrivere East by Day.

### Society of Woman Geographers
Nel 1925, durante un tè con Marguerite Harrison, Blair suggerì la formazione di una società per donne esploratrici perché l'Explorers Club aveva bandito le donne dall'iscrizione. Marguerite approvò l'idea, che fu presentata a Gertrude Emerson Sen e Gertrude Mathews Shelby, anche loro esploratrici. Reclutarono Harriet Chalmers Adams come presidente della neonata Society of Woman Geographers. L'organizzazione crebbe rapidamente e ammise come membri donne illustri quali Delia Akeley, Louise Boyd, Pearl S. Buck, Amelia Earhart, Malvina Hoffman, Gloria Hollister, Osa Johnson, Margaret Mead, Josephine Diebitsch Peary, Annie Smith Peck, Eleanor Roosevelt, Anna Heyward Taylor e Te Ata. L'appartenenza non era limitata alle esploratrici, ma era concessa a chiunque le cui opere (incluse arte e musica) contribuissero alla comprensione dei paesi in cui il membro era specializzato. La Società esiste ancora oggi. I membri più recenti includono Jane Goodall, Sylvia Earle e Kathryn Sullivan.

## Famiglia
Nel 1859, il nonno di Blair, Roger Atkinson Pryor, fu nominato per occupare un posto vacante nella Camera dei rappresentanti degli Stati Uniti, in rappresentanza della Virginia. Successivamente divenne giudice nello Stato di New York.
Blair Niles era la nipote di Sara Rice Pryor e Roger Pryor e la figlia di Marie Gordon Pryor. Il suo nome "Mary Blair" è condiviso con la sorella di sua madre, Mary Blair Pryor, sua cugina Mary Blair Walker Zimmer e molte altre donne della sua stirpe. Sua nonna Sara Rice Pryor era anche un'autrice molto letta per la sua cronaca della vita nella Virginia anteguerra. Blair Niles non ebbe figli.

## Onorificenze
- La città di Lima assegnò a Blair una medaglia d'oro per il suo libro Peruvian Pageant nel 117º anniversario dell'indipendenza del Perù.
- Nel 1941 Blair Niles ricevette il Constance Skinner Award, ora Women's National Book Award. È stata la seconda donna a ricevere quel premio.[14]
- Nel 1944, la Society of Woman Geographers conferì a Blair la sua terza medaglia d'oro.[15]

## Opere

### Saggistica
- Our search for a wilderness; an account of two ornithological expeditions to Venezuela and to British Guiana (Mary Blair Beebe and William Beebe, 1910)
- Casual Wanderings in Ecuador (1923)
- Colombia: Land of Miracles (1924)
- Black Haiti: A Biography of Africa's Eldest Daughter (1926)
- Maria Paluna (1934)
- Day of Immense Sun (1936)
- Peruvian Pageant, A Journey In Time (1937)
- The James: From Iron Gate to the Sea (1939) (Rivers of America Series)
- Journeys in Time (1946)
- Passengers to Mexico: The Last Invasion of the Americas (1943)[16]
- Martha's Husband: An Informal Portrait of George Washington (1951)

### Narrativa
- Condemned to Devil's Island (1928) - trasposto nel film del 1929 L'isola del diavolo
- Free (1930)
- Strange Brother (1931)
- Light Again, 1933
- Maria Paluna (1934)
- Day of the Immense Sun (1936)
- East by Day (1941)